# مارنه (هل‌اشتاین)
شهر مارنه (به آلمانی: Marne) در ایالت اشلسویگ-هل‌اشتاین در کشور آلمان واقع شده‌است.

## نگارخانه

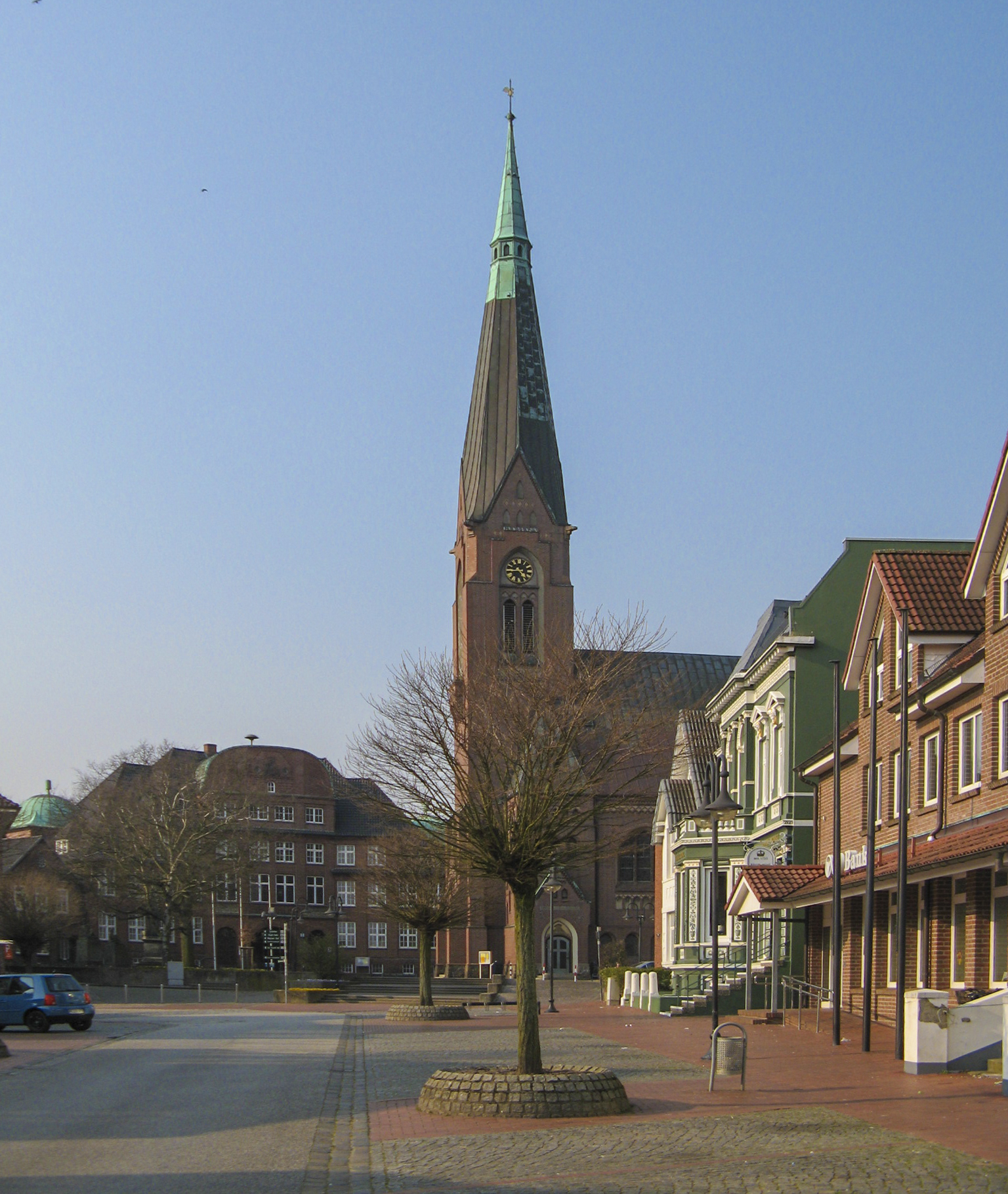
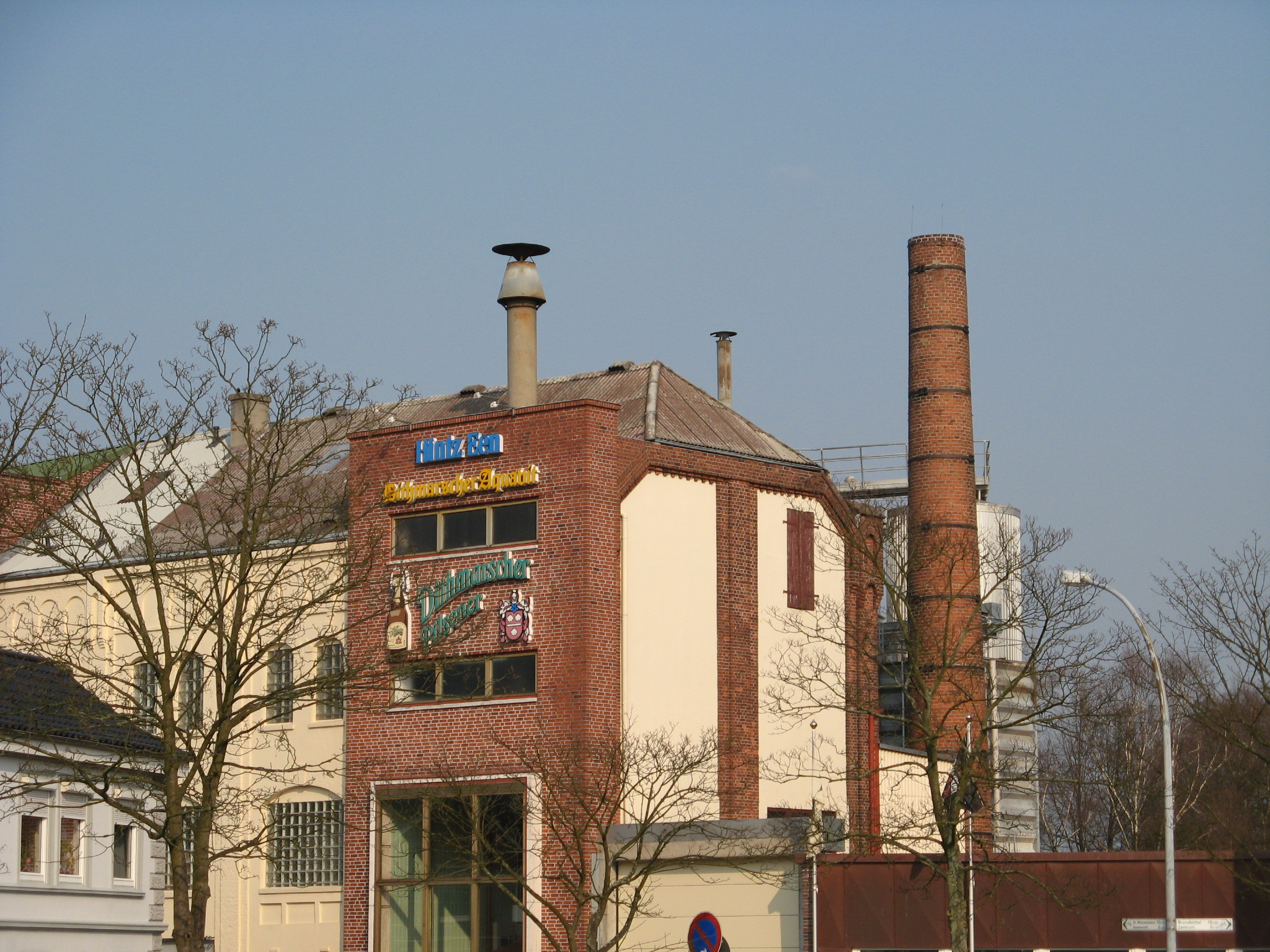
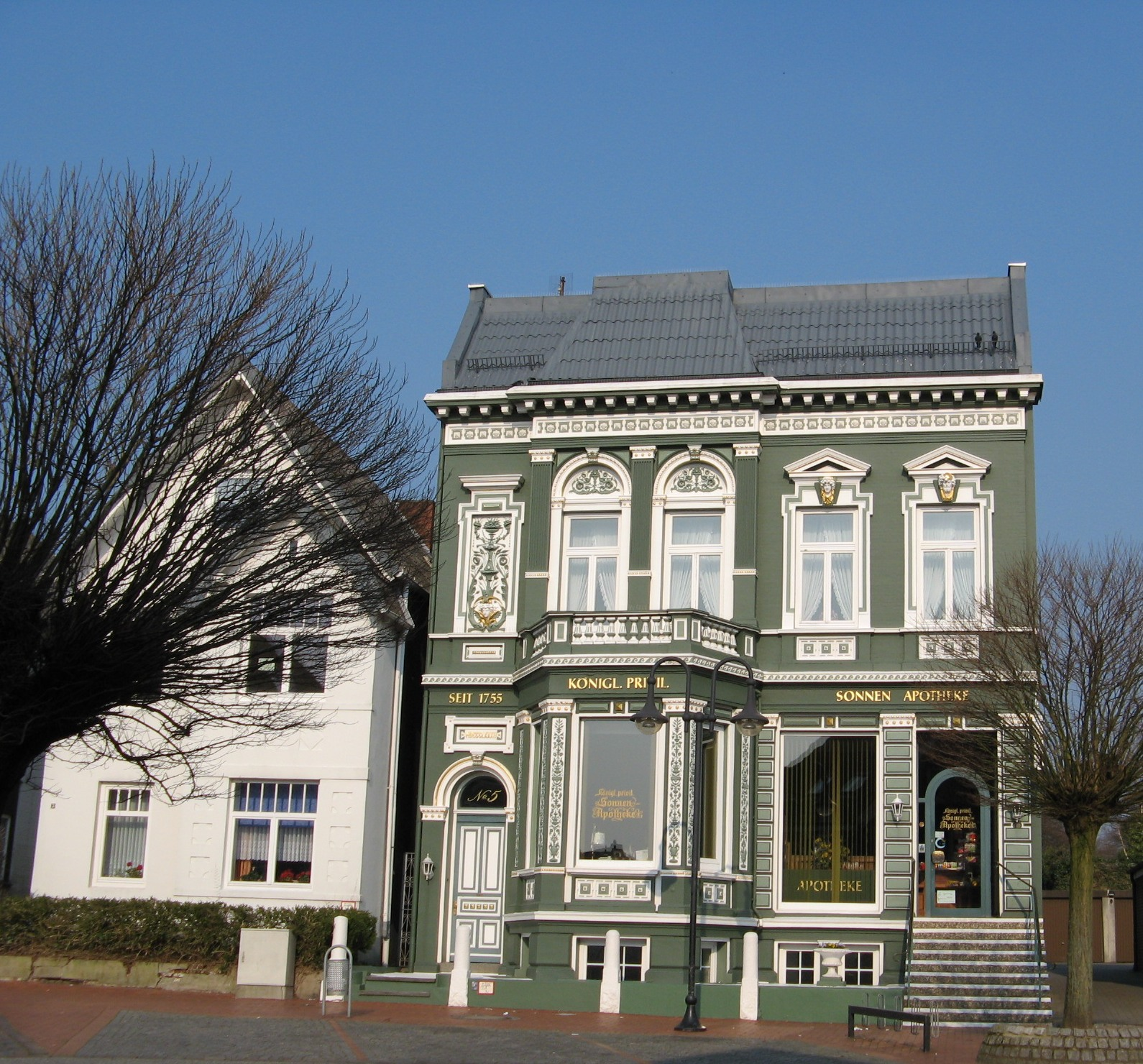